# Sarah Guppy
Sarah Guppy, född 5 november 1770 i Birmingham, död 24 augusti 1852 i Bristol, var en brittisk designer, uppfinnare och ingenjör. 
Hon var dotter till Richard och Mary Beach och gifte sig 1795 med köpmannen Samuel Guppy (d. 1830), med vilken hon fick sex barn, och 1837 med den 28 år yngre Richard Eyre Coote. Hon levde nästan hela sitt liv i Bristol. 
Hon fick år 1811 patent på sin egen brokonstruktion, och blev därmed den första kvinna som fick patent på en bro. Hon gav tillstånd åt Thomas Telford att utan kostnad använda sig av hennes ritning.  Hon gav även Isambard Kingdom Brunel råd under byggandet av Great Western Railway. Detta skedde informellt. Hon uppfann också den första versionen av en köksfläkt.